# 6076 Plavec
6076 Plavec (1980 CR) là một tiểu hành tinh vành đai chính được phát hiện ngày 14 tháng 2 năm 1980 bởi L. Brozek ở Klet.